# قلادة (فلم قصير)
قلادة هو فيلم قصير من إنتاج ألماني سوري مشترك. صُوّر الفيلم عام 2018، وعُرض للمرة الأولى في مدينة فرانكفورت في عام 2019. مدة الفيلم 24 دقيقة وهو باللغتين: العربية و‌الألمانية.

## القصّة
يتناول الفيلم قصة مجموعة من المهاجرين الغير شرعيين في طريقهم إلى أوروبا، وضمنَ الشخصيات هناك شام برفقة خطيبها اللذان يُواجهان مشكلة تُفرّق ما بينهما، فتقرر شام لاحقا ان تروي قصتها على المسرح. يُناقش الفيلم الحرب النفسيّة، التي يخوضها اللاجئون بعد وصولهم واندماجهم في المجتمعات الغربية، ويلجئ بعضهم للفنون للتعبير عن أوجاعهم.

## العرض
عُرض الفيلم في عدة مدن ألمانية، منها فرانكفورت و‌برلين و‌هامبورغ، و‌كولونيا، كما شاركَ الفيلم في مهرجان الإسكندرية للفيلم القصير في مصر، ومهرجان كاف للفيلم القصير في تونس.

## طاقم الممثلين
هذه قائمةٌ بأبرز الممثلين والممثلات في الفيلم:
- سارة جورج
- محمد سعد خاروف
- غاريس تشارز
- جان فان ديك
- زاهر نعمان
- نجد ديوب